# Abel Kock
Abel Kock, född 1 april 1627 i Nyköping, död 21 februari 1668 i Stockholm, var en svensk präst.

## Biografi
Abel Kock föddes 1627 i Nyköping. Han var son till myntmästaren Markus Kock och Elisabet van Eijck. Kock blev 26 augusti 1647 student vid Uppsala universitet och avlade 1652 magisterexamen vid Giessens universitet. Han blev 1656 hovpredikant och 1660 överhovpredikant. Från 3 september 1663 arbetade han även som kyrkoherde i Solna församling. Kock avled 1668 i Stockholm.
Kock ägde Norrby säteri i Munsö socken.

### Familj
Kock gifte sig 24 augusti 1657 med Christina Clo (död 1719). Hon var dotter till ärkebiskopen Johannes Canuti Lenaeus och Catharina Könick. De fick tillsammans barnen studenten Johannes Cronström (1659–1685) vid Uppsala universitet, överstelöjtnanten Jakob Cronström (1661–1736) vid Skånska tremänningskavalleriregementet och löjtnanten Isak Cronström i Pommern. Efter Abel Kock död gifte Christina Clo om sig med borgmästaren Peter Trotzenfelt.